# José Pedro Héguy Velazco
José Pedro Héguy Velazco (Cerro Largo, 1908 - 2 de abril de 1962) fue un poeta uruguayo.

## Biografía
Nació en el departamento de Cerro Largo. Fue hijo de Juan Héguy y María Lucinda Velazco.
Ejerció la crítica teatral y musical en la prensa de Montevideo. Tenía un espacio radial a través del cual disertaba sobre arte. Fue docente universitario dictando clases de cultura moral y social.
Sus poemas fueron publicados en diferentes números de la revista literaria La Pluma, dirigida por el crítico, historiador y ensayista Alberto Zum Felde y la revista Síntesis, dirigida por el poeta y escritor Juan Carlos Welker.
Sus poemas fueron registrados en la antología de poesía uruguaya Exposición de la poesía uruguaya de Julio J. Casal.
Según la poetisa uruguaya Juana de Ibarbourou:

Sin tanteos, sin escala, de un solo golpe y con un derecho que nadie osará discutirle, viene a ocupar un puesto entre los mejores poetas del Uruguay. Su verso, rico de sugestiones y de imágenes novísimas, posee ese simbolismo profundo que cuando se ha logrado da a la poesía la reciedumbre de las cosas en plena madurez. ¡Caso raro y promisor el de este poeta casi adolescente, que nos interesa con una labor que tiene ya todas las calidades que se exigen para el triunfo. Es un hombre nuevo entre los hombres ya consagrados de la poesía rioplatense. Pero es un hombre que pronto llegara a la multitud.

No se conoce ninguna obra publicada por el autor, sus poemas fueron publicados en revistas literarias uruguayas, sin embargo en "Exposición de la poesía uruguaya" Julio J. Casal registra la intención del autor de publicar su primer libro:

<<Actualmente se dispone a publicar su primer libro de poemas, bajo el título La voz, y prepara un volumen de prosa, recopilación de su trabajo radiotelefónico, con el rótulo "Vistas a la tierra donde no se muere">>.

Un recorte de síntesis del libro La voz se encuentra disponible en la colección de la señora María V. de Muller, en el acervo documental de la Facultad de Humanidades y Ciencias de la Educación (Universidad de la República).